# ТЕС Салоніки
ТЕС Салоніки — теплова електростанція у Греції, споруджена на основі використання технології комбінованого парогазового циклу. Розташована на півночі країни у периферії (адміністративній області) Центральна Македонія, на околиці другого за величиною міста країни Салоніки.
ТЕС стала першим великим теплоенергетичним проектом у Греції, який реалізував приватний капітал. На замовлення компанії Elpedison тут встановили газову турбіну General Electric 9FA потужністю 254 МВт, котел-утилізатор CMI та парову турбіну Franco Tosi потужністю 146 МВт.
Розташована неподалік морського узбережжя, станція використовує для охолодження солону воду.
Вартість спорудження ТЕС становила 250 млн євро.